# Nectriella dacrymycella
Nectriella dacrymycella är en svampart som först beskrevs av William Nylander och fick sitt nu gällande namn av Rehm 1874. 
Nectriella dacrymycella ingår i släktet Nectriella och familjen Bionectriaceae.  Arten är reproducerande i Sverige. Inga underarter finns listade i Catalogue of Life.